# 埃塞俄比亚宗教
2016年美国中情局估测的埃塞俄比亚各宗教信徒人数
埃塞俄比亚是一个多数人口信仰基督宗教，同时又宗教多元的国家。在亚伯拉罕诸教中，基督宗教（埃塞俄比亞正統合性教會、新教福音派与灵恩派、天主教）信徒占埃塞俄比亚人口的67.3%，其次是伊斯兰教，占31.3%。埃国的埃塞俄比亚犹太社区虽然人数不多，但却有相当悠久的历史。除亚伯拉罕诸教外，埃国亦有少数零散分布于各城镇与乡村之中的巴哈伊教信徒。此外，也有部分埃国居民信仰非洲传统宗教。
2007年全国人口普查显示，埃国有3200万余人（占43.5%）属于埃塞俄比亚正教会，2500万余人（占33.9%）为穆斯林，1370万人（占18.6%）为基督新教福音派与灵恩派信徒，另有近200万人（占2.6%）信奉传统宗教。因2007年与1994年的人口普查中问卷设计上宗教一栏均仅有以上选项，印度教徒、犹太教徒、巴哈伊教徒、不可知论者或无神论者等在这两次普查中均被归入“其他”一项。
阿克苏姆王国（位于今埃塞俄比亚和厄立特里亚）是世界上最早的基督教国家之一，于4世纪正式将基督教定为国教。埃塞俄比亚帝国也是非洲唯一一个在伊斯兰教扩张后仍存续的基督教国家。 

## 基督宗教

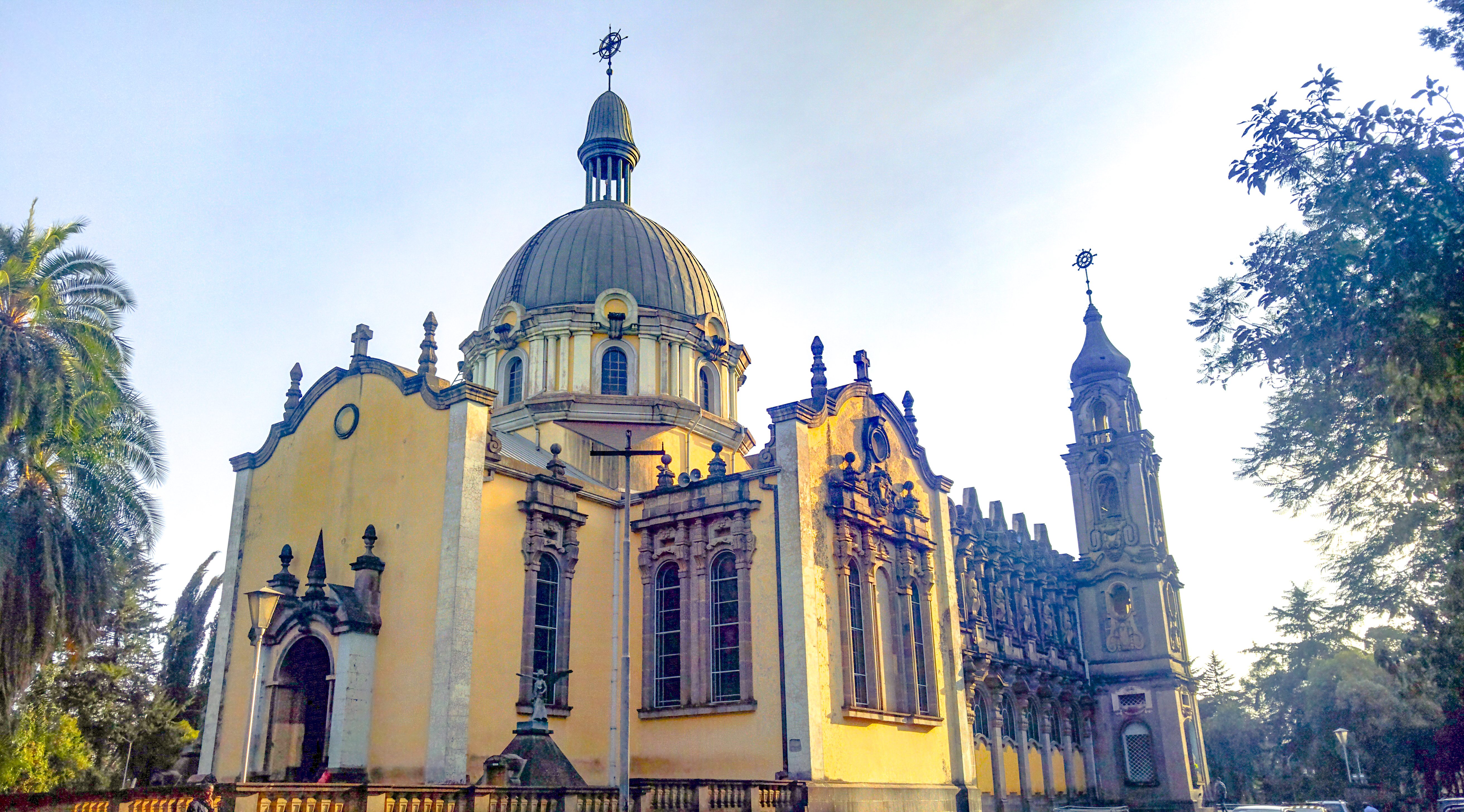
亚的斯亚贝巴的圣三一主教座堂是埃塞俄比亚正教会的宗教中心之一

基督教在埃塞俄比亚的历史可以追溯到古代阿克苏姆王国。在基督教传入埃塞俄比亚前，埃塞俄比亚存在多种宗教信仰，其中部分人口信奉一种崇拜蛇王阿尔维（Arwe）的宗教，另一些人则信奉一种学者称之为“犹太化的宗教” 。基督教传入埃塞俄比亚地区的具体日期尚无共识，一些观点认为《新约圣经》<宗徒大事录>（使徒行传）6章26-40节中宗徒斐理伯为太监施洗的故事即标志着基督教传入了今日的埃塞俄比亚地区。公元4世纪，阿克苏姆国王埃扎纳受其导师叙利亚基督徒弗鲁门修斯影响接受了基督教信仰，并于公元330年宣布基督教为国教。这使得埃塞俄比亚成为世界上最早正式接受基督教的地区之一。
基督教甫传入埃塞俄比亚地区，宗教经典都是由希腊语和阿拉米语写成。说叙利亚语的僧侣之后开始将《圣经》和其他宗教经典从希腊语和阿拉米语翻译成埃塞俄比亚语，使得他们的埃塞俄比亚信徒能够阅读这些经文。这些翻译对于基督教在埃塞俄比亚地区的传播至关重要，使其不再是仅限于少数能够阅读希腊语或阿拉米语/叙利亚语的埃塞俄比亚人的宗教，而是在整个埃塞俄比亚传播开来。到6世纪时，基督教已传到今日埃塞俄比亚北部地区。随着7世纪伊斯兰教的兴起，埃塞俄比亚的基督徒与基督教世界隔绝开来。埃塞俄比亚教会的领袖开始由埃及科普特教会的牧首任命。
进入中世纪后，基督教的东方与西方教会发生分裂。属于西方基督教的天主教教理教义逐渐与埃塞俄比亚的教会产生差距，并在16-17世纪前后在耶稣会主导下传回埃塞俄比亚。1520年，在埃塞俄比亚派出的亚美尼亚使节到达葡萄牙后，葡萄牙向埃塞俄比亚派出了由罗德里戈·德·利马领导的使团。埃塞俄比亚皇帝苏萨尼奥斯一世在位期间，曾于1624年宣布与教宗共融，定罗马天主教为国教。但这一举措遭到了臣民和埃塞俄比亚正教会的强烈抵制，他最终在1632年被迫退位，将皇位传给其子法西利德斯（Fasilides）。法西利德斯迅速恢复埃塞俄比亚正教为国教，同时禁止天主教书籍传播、驱逐所有耶稣会士。
新教很早就传到了埃塞俄比亚。17世纪末路德会传教士彼得·海林（Peter Heyling）便已将新教传入埃国。不过，直到20世纪欧洲与美国的传教士进入埃国之后，新教方才开始在埃国大面积传播。

### 埃塞俄比亚正教会

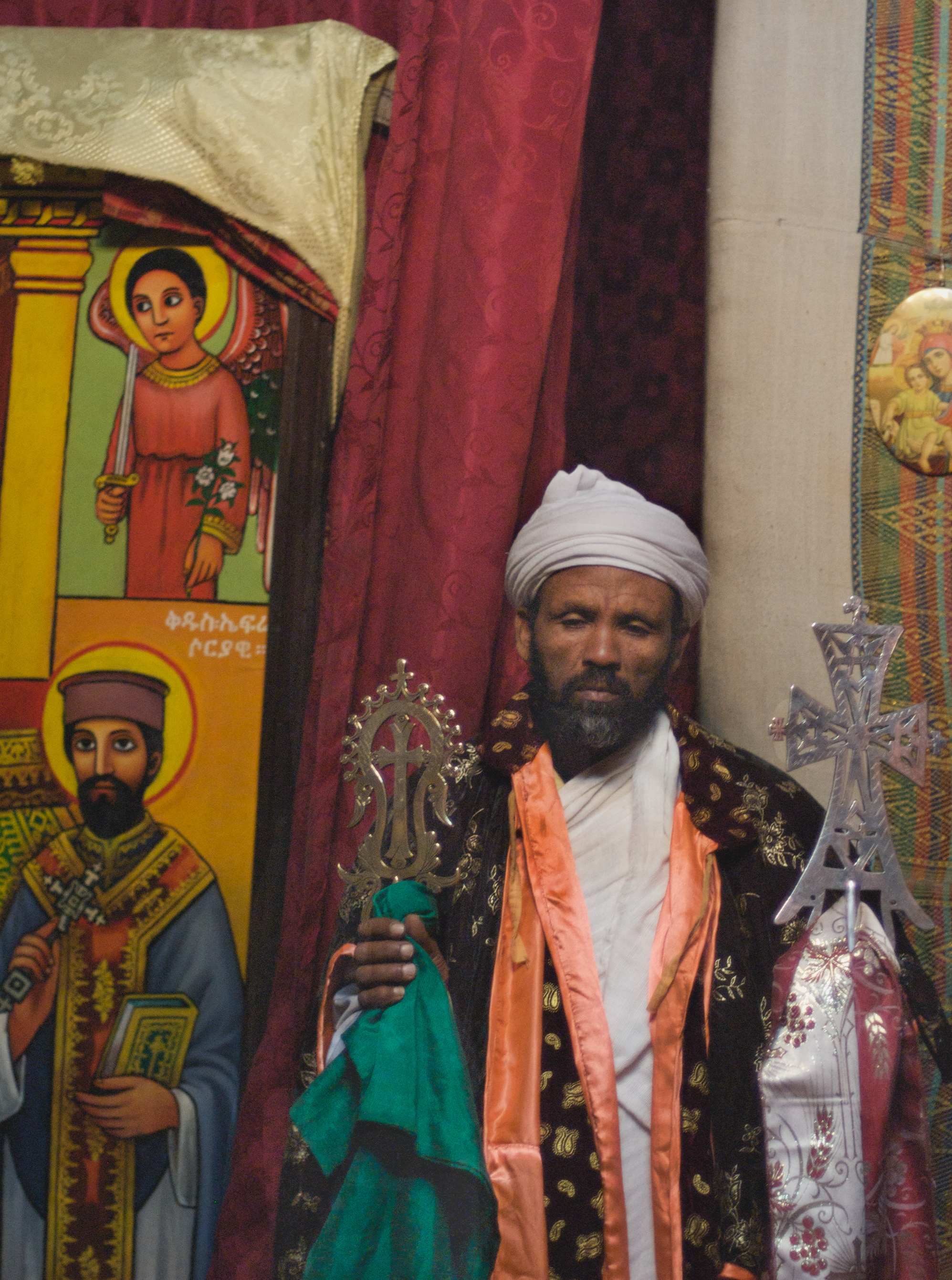
手持十字架的埃塞俄比亚正教会神甫

虽然1973年埃塞俄比亚末代皇帝海尔·塞拉西一世被推翻后，埃塞俄比亚正教会丧失了国教地位，时至今日，埃塞俄比亚正教会依然是埃国最大的教派。埃塞俄比亚的正教徒主要集中在提格雷州（95.6%）和阿姆哈拉州（82.5%）。根据政府最近的2007年人口普查数据，埃塞俄比亚正教徒占人口总数的43.5%。
埃塞俄比亚正教会认可圣人、有圣母敬礼，信徒会请求圣人、圣母向上帝转祷。与东正教类似，埃塞俄比亚正教会的教堂也有只能由僧侣进入的圣所，称为“塔博特”（即约柜之意）。在重要的宗教节日，塔博特会由一位僧侣顶在头上，护送出教堂进行游行。
埃塞俄比亚正教会教义较保守，规定只有圣洁、守斋满全，且行为端正的人可领圣体。实际操作中，一般只有老人和小孩领圣体，有性欲望者通常不会领圣体。埃塞俄比亚正教会一年有180天是需要守斋的日子（领圣品者则多达250天），信徒必须素食、且禁止性行为。在为期40天的四旬期（大斋期）中，信徒则是每天只能食用纯素的一餐。

### 天主教

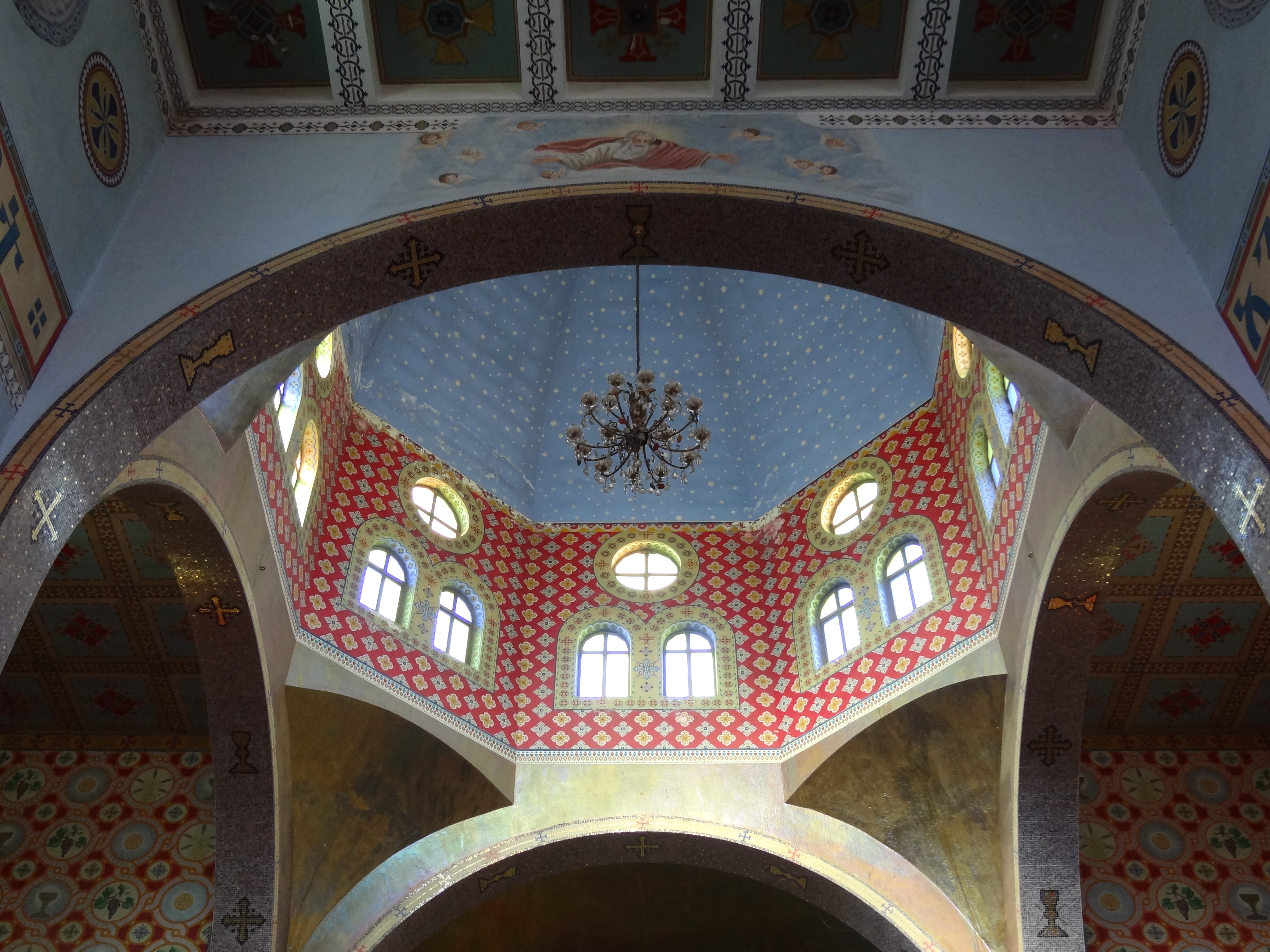
一座埃塞俄比亚天主教堂。可见内部陈设与一般天主教堂有很大差别

17世纪之后，埃国完全禁绝天主教达200年之久，直到1839年，才有意大利籍的天主教传教士重新进入埃国。埃国的天主教会目前均是行埃塞俄比亚礼的东仪天主教。历史上天主教会曾在埃国南部的非基督教地区建立过一些拉丁礼的堂区。意大利占领埃国时，也曾强行设立过一些罗马礼堂区。二战后，圣座规定所有埃国的天主教会均统一行埃塞俄比亚礼。
埃国的天主教总体发展缓慢，在埃国属小众宗教。据2007年的人口普查结果，埃国仅有不足1%的国民是天主教徒。

### 新教

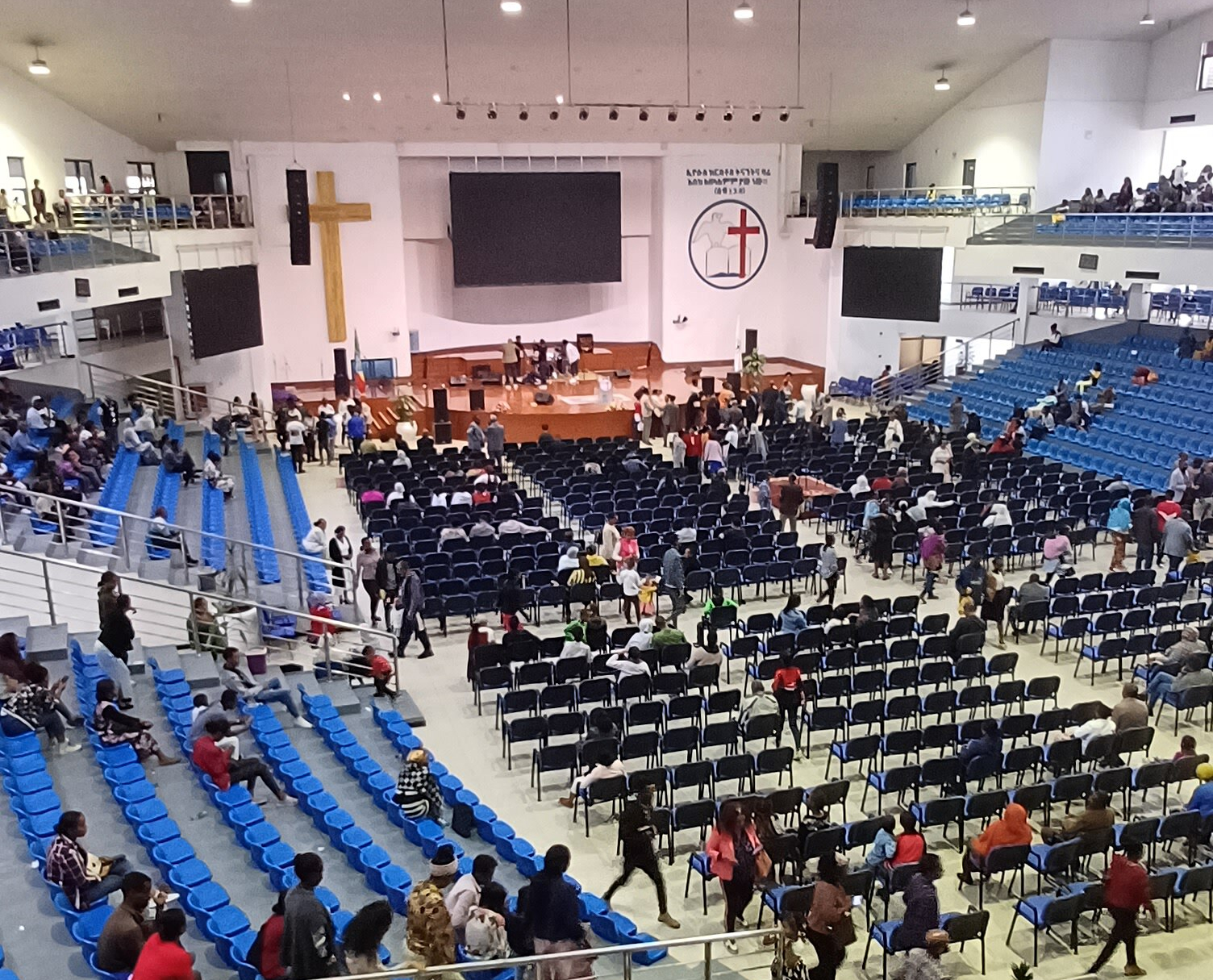
埃塞俄比亚一间福音派背景的大型教会

埃塞俄比亚新教在埃国得到大面积传播仅有一百余年时间，但新教福音派与灵恩派目前已成为埃国第二大基督宗教教派。埃塞俄比亚将灵恩派背景的福音派新教教会统称为“ ”（P'ent'ay，即“五旬节”之意）。与诸多撒哈拉以南非洲国家类似，埃塞俄比亚的灵恩派、福音派教会在二战后得到快速发展，其中在都市地区发展尤为迅速，至21世纪初信徒人数已占到埃国的五分之一左右，信众数目仅次于埃塞俄比亚正教会与伊斯兰教。

## 伊斯兰教

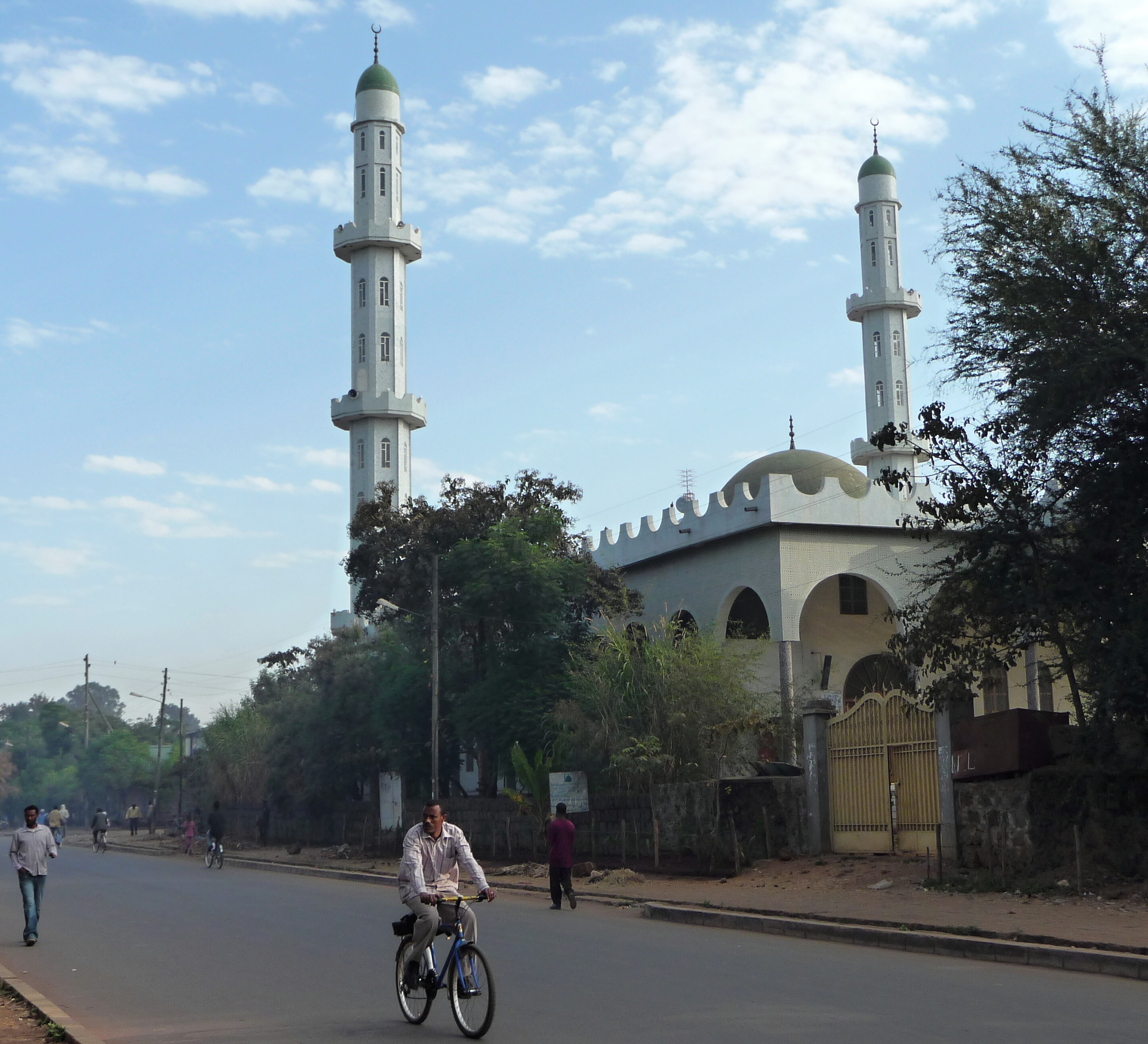
巴赫达尔的一座清真寺

伊斯兰教早在创立初期就已传入埃塞俄比亚。公元615年，一群穆斯林在麦加遭受迫害之时，穆罕默德建议他们经现在的厄立特里亚逃到埃塞俄比亚地区。伊斯兰教学者普遍认为，阿克苏姆王国的基督教国王纳贾希（Najashi）给穆斯林难民提供了庇护，标志着伊斯兰教传入埃塞俄比亚地区。
《圣训》中记载，因为阿克苏姆王国的君主在“希吉拉”给予了穆斯林庇护，穆罕默德要求只要阿比西尼亚人（即今天的埃塞俄比亚人）对穆斯林不怀有敌意，就不能对他们发动圣战。此外，所罗门王朝的创始人耶库努·阿姆拉克在与扎格维王朝的斗争中得到了信仰伊斯兰教的绍瓦苏丹国的大力协助。当绍瓦苏丹向他请求镇压绍瓦的叛乱时，耶库努·阿姆拉克报答了这一恩情。然而，穆斯林和基督教国家之间这种友好和合作的关系在接下来的几个世纪中迅速恶化。14世纪初，埃塞俄比亚皇帝安达·赛昂（Amda Seyon）对邻近的穆斯林国家伊法特苏丹国发动了一次十字军东征，并在此期间拆毁了几座清真寺。15世纪初，皇帝扎拉·雅各布入侵了穆斯林国家哈迪亚苏丹国（Hadiya Sultanate），并娶了被俘的哈迪亚公主埃莱尼，引发伊斯兰教方面的谴责。15世纪末到16世纪初，伊玛目马夫兹（Imam Mahfuz）以及艾哈迈德·格兰（Ahmed Gran）领导下的阿达尔苏丹国曾先后入侵埃塞俄比亚，并毁坏了多座教堂。19世纪，在特沃德罗斯二世、约翰内斯四世和梅尼利克二世皇帝统治期间，许多穆斯林被迫改信基督教或被驱逐出家园。穆斯林被当作二等公民对待，并受到诸多限制。
目前伊斯兰教是埃塞俄比亚的第二大宗教。2007年的人口普查数据表明，穆斯林占总人口的33.9%，相比1994年的32.8%有所增加。大约68%的埃塞俄比亚穆斯林是逊尼派，23%是无教派穆斯林，另有2%属于其他教派，如什叶派、唯经派、伊巴德派等，另有小部分穆斯林属于苏菲派。穆斯林遍布埃国各地，其中又以索马里州（98.4%）、阿法尔州（95.3%）和奥罗米亚州（47.5%）最为集中。埃塞俄比亚首都亚的斯亚贝巴约有443,821名穆斯林，占总人口的16.2%。
一些观点认为，末代皇帝海尔·塞拉西执政期间，政府隐瞒了穆斯林人口的实际数字，以向外界宣示埃塞俄比亚是一个基督教国家。《埃塞俄比亚：国家研究》（Ethiopia: a country study）一书的作者称，基于德尔格政权进行的1984年人口普查，1991年穆斯林应占埃国总人口的50%。一些网络专栏作家甚至认为穆斯林人口占多数，认为今日的埃国政府依然瞒报了该国真实的穆斯林人口。

## 犹太教
贝塔以色列人，也被称为法拉沙人（贬义），是一个长期孤立的非洲犹太人群体，自古以来一直生活在埃塞俄比亚。多年来，他们的存在并不为外界广泛知晓，他们也同样不了解自己社区之外的其他犹太群体。他们在19世纪和20世纪逐渐为西方所知。1975年，以色列政府承认贝塔以色列为犹太人，并在1984年和1991年分别进行摩西行动和所罗门行动将绝大多数埃塞俄比亚犹太人空运到以色列。目前，以色列有大约15万贝塔以色列人。
尽管如此，埃塞俄比亚仍然存在一个小规模的犹太社区，主要由法拉沙穆拉（Falash Mura）组成，这些埃塞俄比亚犹太人在过去皈依了基督教，因此未被以色列国承认为犹太人。一些法拉沙穆拉目前已回归犹太教，但到底有多少法拉沙穆拉回归犹太教、有多少法拉沙穆仍是基督徒，目前依然是一个争议中的话题 。

## 非洲传统宗教
根据2007年的人口普查数据，估计埃塞俄比亚约有2.6%的人口信仰各种传统宗教（相比1994年的人口普查数据中的4.6%有所下降）。信仰传统宗教的人数最多的地区是南方民族、部落和人民州（约993,000人）和奥罗米亚州（约895,000人）。

## 宗教冲突
1973年埃塞俄比亚末代皇帝海尔·塞拉西一世被推翻后，埃塞俄比亚正教会随之丧失国教地位。现行的1995年宪法保障宗教自由，并规定埃塞俄比亚不设国教。目前，埃国禁止基于宗教成立政治党派；所有宗教团体都必须向政府注册，并每三年更新一次注册。煽动宗教对立是犯罪行为。另一方面，埃国各宗教之间关系相当紧张。埃塞俄比亚正教会在1986年出版了匿名作者用吉兹语写成并翻译成阿姆哈拉语的作品，声称哈贝沙人应避免与奥罗莫人、穆斯林、尚克拉人、法拉沙人（即当地对犹太人的贬称）以及动物发生性关系，因为这是“可憎的”。自现代埃塞俄比亚创建以来，穆斯林在埃国境遇始终不佳。美国大使戴维·H·辛恩在2005年表示，埃塞俄比亚领导层仍主要是基督徒，很少有穆斯林能涉足权力最高层。例如，2005年埃塞俄比亚大选期间，穆斯林阿尔西奥罗莫人曾指责谢瓦奥罗莫人的政治裙带关系，是埃国基督徒和穆斯林奥罗莫人之间的紧张关系的具体体现之一。1990年，还曾有一个名为“阿法里亚伊斯兰国”（Islamic State of Afaria）的穆斯林分离主义运动寻求建立一个符合伊斯兰教法的国家。埃塞俄比亚正教会与新教之间关系也很紧张。